# Antrenas
Antrenas ist eine französische Gemeinde mit 330 Einwohnern (Stand: 1. Januar 2022) im Département Lozère in der Region Okzitanien (vor 2016: Languedoc-Roussillon). Sie gehört zum Kanton Marvejols. Die Einwohner werden Antrenaciens genannt.

## Geographie
Antrenas liegt im Gévaudan. Das Gemeindegebiet gehört zum Regionalen Naturpark Aubrac. Umgeben wird Antrenas von den Nachbargemeinden Le Buisson im Norden und Nordwesten, Saint-Léger-de-Peyre im Osten, Marvejols im Südosten, Bourgs sur Colagne im Süden sowie Saint-Laurent-de-Muret im Westen.

## Bevölkerungsentwicklung
| Jahr                       | 1962 | 1968 | 1975 | 1982 | 1990 | 1999 | 2006 | 2018 |
| -------------------------- | ---- | ---- | ---- | ---- | ---- | ---- | ---- | ---- |
| Einwohner                  | 266  | 246  | 220  | 233  | 274  | 303  | 311  | 331  |
| Quellen: Cassini und INSEE |      |      |      |      |      |      |      |      |

## Persönlichkeiten
- Alexandre Chabanon (1873–1936), Bischof von Annam

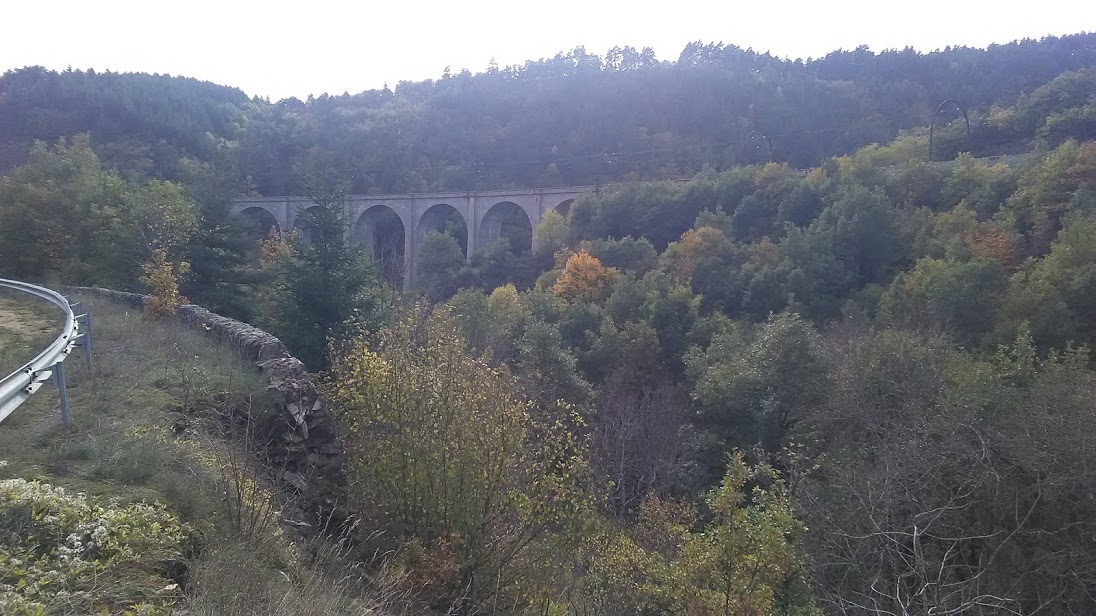
Viaduc de Chanteperdrix (Brücke der Bahnstrecke Béziers–Neussargues über das Flusstal des Chanteperdrix)